# Zofar el Naamatita

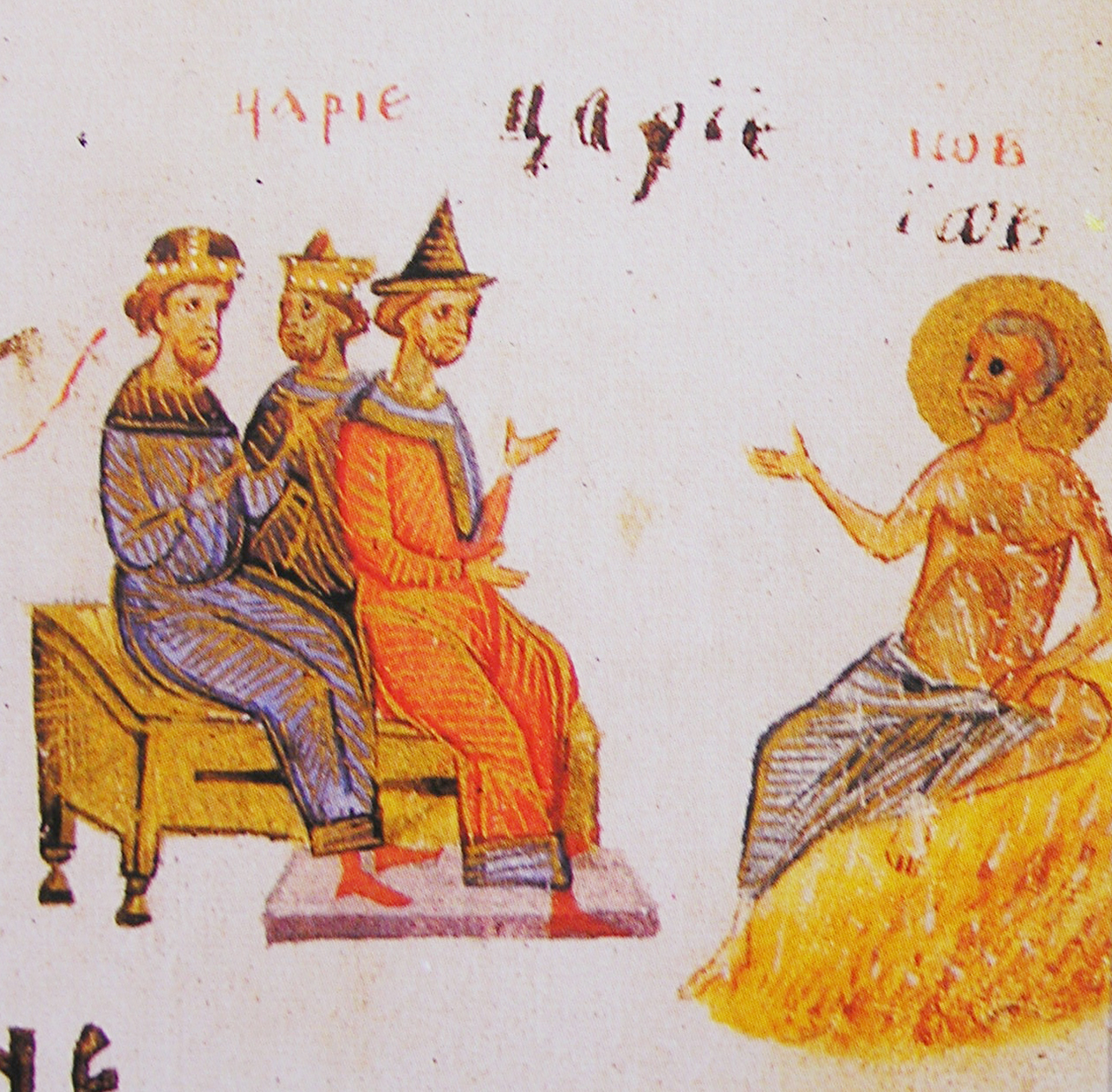
Ilustración de Job junto con Elifaz, Bildad y Zofar en el Salterio de Kiev de 1397.

Zofar el Naamatita  (en hebreo : צוֹפַר  Tzofar , "chirriar; levantarse temprano") es un personaje bíblico citado en el Libro de Job del Antiguo Testamento que visitan a Job durante su enfermedad. Denominado en la Biblia como «el Naamatita» por su origen en Naamá, una ciudad de Arabia, considerado uno de los siete profetas en el noajismo.

## En la Biblia
Zofar sugiere que el sufrimiento de Job podría ser un castigo divino , y entra en gran detalle sobre las consecuencias de vivir una vida de pecado.
A diferencia de Bildad y Elifaz, Zofar solo habla dos veces con Job. Es el más impetuoso y dogmático de los tres. Zofar es el primero en acusar a Job directamente de maldad; al afirmar que su castigo es demasiado bueno para él, reprendiendo la impía presunción de Job al tratar de descubrir los secretos inescrutables de Dios; y, sin embargo, al igual que los otros amigos de Job, promete paz y restauración a condición de arrepentirse y quitar la iniquidad.